# Elsterberg
Elsterberg település Németországban, azon belül Szászország tartományban. Lakosainak száma 3701 fő (2023. december 31.).

## Népesség
A település népességének változása:
| Lakosok száma | 4004 | 3937 | 3761 | 3738 | 3701 |
|               | 2017 | 2019 | 2021 | 2022 | 2023 |